# Finnischer Fußballpokal 2005
Der Finnische Fußballpokal 2005 (finnisch Suomen Cup 2005) war die 51. Austragung des finnischen Pokalwettbewerbs. Er wurde vom finnischen Fußballverband ausgetragen. Das Finale fand am 29. Oktober 2005 im Finnair Stadion von Helsinki statt.
Pokalsieger wurde Haka Valkeakoski. Das Team setzte sich im Finale gegen Turku PS durch und qualifizierte sich damit für den UEFA-Pokal. Titelverteidiger Myllykosken Pallo -47 war im Viertelfinale gegen den FC Lahti ausgeschieden.
Alle Begegnungen wurden in einem Spiel ausgetragen. Bei unentschiedenem Ausgang wurde das Spiel um zweimal 15 Minuten verlängert. Stand danach kein Sieger fest, folgte ein Elfmeterschießen.

## Teilnehmende Teams
Die Teilnahme war freiwillig. Insgesamt 392 Mannschaften hatten für den Pokalwettbewerb gemeldet. Dabei waren auch Juniorenmannschaften (U-20), Seniorenmannschaften (JKKI – Jalkapallon Kannossa Kaiken Ikää = Fußball für alle Altersgruppen), sowie zweite und dritte Mannschaften. Die Mannschaften der ersten drei Ligen stiegen in der 4. Runde ein. Die beiden Finalisten des Ligacups starteten in der 5. Runde.
| Runde         | Zugänge | Sieger der letzten Runde | Spiele / Sieger |
| ------------- | ------- | ------------------------ | --------------- |
| 1. Runde      | 1540    | –                        | 77              |
| 2. Runde      | 1750    | 77                       | 1260            |
| 3. Runde      | –       | 1260                     | 63              |
| 4. Runde      | 61      | 63                       | 62              |
| 5. Runde      | 02      | 62                       | 32              |
| 6. Runde      | –       | 32                       | 16              |
| 7. Runde      | –       | 16                       | 08              |
| Viertelfinale | –       | 08                       | 04              |
| Halbfinale    | –       | 04                       | 02              |
| Finale        | –       | 02                       | 01              |
| Gesamt        | 3920    |                          | 3910            |

## 1. Runde
|                             | Ergebnis              |                              |
| --------------------------- | --------------------- | ---------------------------- |
| IF Gnistan Ogeli            | 23:00                 | IF Gnistan U-20/2            |
| Malminkartanon PETO         | 2:0                   | Real Inferno CF              |
| FC Boca Seniors             | 1:6                   | Jalkapalloseura Zyklon       |
| FC Arabian Sheikit Helsinki | 00:13                 | JJ Velttopotku               |
| FC Pihlajisto               | 2:0                   | Pohjois-Haagan Urheilijat    |
| Toukolan Teräs Avauspotku   | 0:4                   | Savannan Pallo               |
| FC Made                     | 2:6                   | Suurmetsän Urheilijat/JKKI   |
| HDS Helsinki/JKKI-35        | 0:3                   | Helsingin Punalippu          |
| Pohjois-Haagan Urheilijat-2 | 2:1                   | FC Itä-Helsinki U-20         |
| Hardcore HiRtto             | 1:8                   | IKHTYS Helsinki              |
| Helsingin Palloseura        | 1:4                   | Maunulan Pallo               |
| Zenith Myllypuro            | 5:1                   | Helsingin Kukkaislapset      |
| Geishan Pallo               | 1:2                   | Suomenlinnan Urheilijat      |
| Käpylän Pallo-2             | 0:7                   | Pallo-Pojat Junioren         |
| Haukilahden Pallo-2         | 1:5                   | Nurmijärven Jalkapalloseura  |
| Haukilahden Pallo/JKKI-35   | 0:5                   | Olarin Kiksi                 |
| FC Kuusysi                  | 0:3 n. V.             | Lahden City Stars            |
| Järvenpään PS               | 4:1                   | Esbo BK                      |
| Haukilahden Pallo           | 0:6                   | Keravan Pallo-75             |
| Tikkurilan PS-2             | 03:0 1                | Lahden Peli-Veikot/JKKI      |
| PK-50 Vantaa                | 1:1 n. V. (6:5 i. E.) | Vantaan Jalkapalloseura U-20 |
| Etelän-Espoon Pallo         | 10:00                 | Otaniemen Jyllääjät          |
| Pitkäjärven Miesten PS      | 1:0                   | SexyPöxyt                    |
| Punainen Mylly              | 0:6                   | Nouseva Laaka                |
| Dynamo Helsinki             | 1:7                   | FCK Salamat-2                |
| Karjalohjan Urheilijat      | 0:5                   | Etelän-Espoon Pallo U-20     |
| Jokelan Kisa                | 5:0                   | Hiekkaharjun Vääntö          |
| Haukilahden Pallo-3         | 0:5                   | Tuusulan Palloseura          |
| FC Bärcelona-2              | 1:1 n. V. (3:1 i. E.) | Tuusulan Palloseura-2        |
| Olarin Tarmo-77             | 1:6                   | Team Grani Kauniainen        |
| Turun Pallokerho-2          | 1:2                   | Inter Turku U-20/2           |
| Sporting Club Raisio        | 0:4                   | Uudenkaupungin Pallokerho    |
| FC Turku -82                | 1:0                   | Pansio Perno Nuoret          |
| Nations United Turku        | 2:7                   | ÅIFK Turku                   |
| Turun Weikot                | 0:6                   | Salon Vilpas                 |
| Mynämäen Pallo -53          | 8:0                   | Raision Työväen Palloilijat  |
| FC Car Sport Team/JKKI-35   | 0:8                   | Toijalan Pallo -49           |
| Tervakosken Pato-2          | 0:4                   | Valkeakosken Koskenpojat     |
| Lammin Veto                 | 03:0 2                | FC Melody                    |
| Ylöjärven Ryhti             | 1:4                   | Tampereen Pallo-Veikot U-20  |
| Koovee Jalkapallo           | 1:4                   | Viialan Peli-Veikot          |
| Tammer Futis/JKKI-35        | 00:11                 | PP-70 Tampere-2              |
| Athletic Club Aulanko       | 0:2                   | Kangasalan Voitto-2          |
| Pallo-Sepot 44              | 3:2                   | Haka Valkeakoski U-20        |
| Luvian Veto                 | 0:9                   | FC Rauma-2                   |
| Vanhankylän Alku U-20       | 0:5                   | FC Rauma                     |
| FC Eurajoki                 | 1:7                   | Nakkilan Nasta               |
| Hyllykallion Myrsky         | 0:4                   | Sporting Kristina            |
| Soinin Tiikerit             | 00:13                 | Vähänkyron Viestiv           |
| FC Kiisto Vaasa-2           | 0:7                   | Norrvalla FF                 |
| Malax IF                    | 3:1                   | Alavuden Peli-Veikot         |
| Kurikan Ryhti               | 0:2                   | Kortesjärven Järvi-Veikot    |
| Ylöjärven Pallo-2           | 3:4                   | IK Myran Nedervetil          |
| Larsmo BK                   | 4:0                   | FC Stallions Jakobstad       |
| Esse IK                     | 1:2                   | Jakobstads Into              |
| Oulun Jalkapalloklubi       | 0:6                   | FC Tarmo                     |
| Tornion Tarmo               | 0:3                   | FC Raahe                     |
| FC Nets Oulu                | 0:0 n. V. (3:2 i. E.) | JS Hercules Oulu             |
| Oulun Tarmo                 | 8:0                   | Pakolaisten Palloseura       |
| Kemijärven Pallo -55        | 21:00                 | Kittilän FC Levi             |
| Juankosken Pyrkivä          | 2:7                   | Manhattan Project Kuopio     |
| Real Siilinjärvi            | 1:3                   | Juuan Palloseura             |
| Joensuun Palloseura         | 5:1                   | Siilinjärven Palloseura      |
| Pallo-Kerho 37              | 1:0                   | SC Kuopio Futis-98           |
| Savon Pallo                 | 2:1 n. V.             | Warkaus JK-2                 |
| JJK Jyväskylä U-20          | 5:0                   | Palokan Riento               |
| FC Saarijärvi               | 2:2 n. V. (3:4 i. E.) | Keuruun Pallo                |
| Joutsan Seudun Pallo        | 0:3                   | Säynätsalon Riento           |
| FC Vaajakoski-2             | 2:0                   | Souls AC Jyväskylä           |
| Montolan Nuorisoseura       | 2:4                   | Simpeleen Urheilijat         |
| JK Bulls Imatra             | 01:11                 | PEPO Lappeenranta            |
| Korian Ponsi                | 0:9                   | FC KooTeePee-2               |
| Voikkaan Pallo-Peikot       | 1:4                   | Voikkan Pallokerho           |
| Taipalsaaren Veikot         | 1:3 n. V.             | Popiniemen Ponnistus         |
| FC Loviisa                  | 4:2                   | Heinolan Palloilijat-47      |
| Sudet Kouvola               | 1:2                   | Purha Inkeroinen             |
| FC Peltirumpu               | 1:2                   | Kausalan Yritys              |

## 2. Runde
|                                 | Ergebnis              |                                        |
| ------------------------------- | --------------------- | -------------------------------------- |
| JJ Velttopotku                  | 1:3 n. V.             | FC Kiffen 08 Helsinki                  |
| FC Kiffen 08 Helsinki/JKKI-35   | 1:3                   | Roihuvuoren Urheilijat                 |
| Lapuan Palloseura-2             | 01:11                 | Jalkapalloseura Zyklon                 |
| Pajamäen Pallo-Veikot-2         | 1:3                   | Maunulan Pallo                         |
| FC Boca Seniors-2               | 2:3                   | FC Juhlahevoset                        |
| Strikers Helsinki               | 1:3                   | Pohjois-Haagan Urheilijat-2            |
| AC Allianssi U-20/1             | 2:0                   | Puistolan Urheilijat                   |
| FC Kuitu                        | 1:4                   | FC Pihlajisto                          |
| Kurvin Vauhti                   | 2:0                   | PK-35 Helsinki-2                       |
| FC Populus                      | 3:2                   | HDS Helsinki-2                         |
| Zenith Myllypuro                | 1:6                   | PK-35 Helsinki U-20                    |
| AC Allianssi U-20/2             | 4:5 n. V.             | Pallo-Pojat Junioren                   |
| AC Stadin Sissit                | 1:1 n. V. (1:4 i. E.) | Savannan Pallo                         |
| Helsingin Punalippu             | 2:3                   | Pohjois-Haagan Urheilijat-3            |
| JJ Velttopotku-2                | 1:3                   | Herttoniemen Toverit                   |
| Pohjois-Haagan Urheilijat U-20  | 2:1                   | FC Viikingit U-20                      |
| Malminkartanon PETO             | 0:2                   | Töölön Vesa                            |
| Puistolan Urheilijat-4          | 8:3                   | HDS Helsinki-3                         |
| Colo-Colo Helsinki              | 00:11                 | HJK-Liiga U-20                         |
| Suomenlinnan Urheilijat         | 2:5                   | IKHTYS Helsinki                        |
| HDS Helsinki                    | 1:4                   | IF Gnistan U-20/1                      |
| AlaFieldin Lampaat              | 0:5                   | IF Gnistan Ogeli                       |
| Helsingfors IFK                 | 3:1                   | Suurmetsän Urheilijat/JKKI-35          |
| AC JazzPa                       | 4:0                   | Olarin Kiksi                           |
| Nouseva Laaka                   | 6:1                   | FC Vantaa                              |
| Masalan Kisan                   | 1:4                   | Pitkäjärven Miesten PS                 |
| FC Medicin Man                  | 0:4                   | Nurmijärven Jalkapalloseura            |
| FC Kasiysi Espoo                | 0:1                   | FCK Salamat-2                          |
| Riipilän Raketti-2              | 00:23                 | FC Futura                              |
| Tikkurilan PS-2                 | 14:10                 | SexyPöxyt Espoo-2                      |
| FC Kelohonka-2                  | 00:15                 | Lahden City Stars                      |
| Naseva Nastola                  | 0:2                   | FC Kelohonka                           |
| Kirkkonummen Nuoriso Urheilijat | 00:14                 | Riihimäen Ilves                        |
| Veikkolan Veikot                | 1:6                   | Tikkurilan PS                          |
| FC Lohja                        | 0:3                   | Tuusulan Palloseura                    |
| FC Raskas Hiki                  | 0:4                   | Keravan Pallo-75                       |
| Etelän-Espoon Pallo             | 5:0                   | Olarin Tarmo-77                        |
| Team Grani Kauniainen           | 3:0                   | PK-50 Vantaa/JKKI-35                   |
| Järvenpään PS                   | 6:3                   | Vandas Lokomotiv                       |
| PK-50 Vantaa                    | 3:2 n. V.             | AC Vantaa                              |
| IF Sibbo-Vargarna               | 4:0                   | Nastolan Nopsa                         |
| Nummelan Palloseura             | 0:1                   | Lohjan Pallo                           |
| FC Pathoven                     | 8:1                   | Jokelan Kisa                           |
| Nurmijärven Jalkapalloseura-2   | 0:1                   | Orimattilan Pedot                      |
| FC Bärcelona                    | 1:6                   | Etelän-Espoon Pallo U-20               |
| Korson Palloseura               | 2:0                   | Riipilän Raketti                       |
| FC Lumottu Puutarha             | 4:0                   | FC Lohja/JKKI                          |
| Turun Ponteva                   | 1:3                   | Uudenkaupungin Pallokerho              |
| FC Turku -82                    | 2:1                   | Turun Weikot-2                         |
| Ruskon Pallo -67                | 1:6                   | ÅIFK Turku                             |
| Inter Turku U-20/1              | 2:0                   | FC Boda Dragsfjard                     |
| Kaarinan Reipas                 | 3:2 n. V.             | Jyrkkälän Tykit                        |
| Turun Pallokerho                | 1:1 n. V. (6:5 i. E.) | Turun Toverit                          |
| BFB Piikkiö                     | 1:2                   | Piikkiön Palloseura                    |
| Suomi-Bosnia Seura Turku        | 00:12                 | Salon Vilpas                           |
| Littoisten Työväen Urheilijat   | 7:1                   | Mynämäen Pallo -53                     |
| Vehmaan Kiisto                  | 4:3                   | Torre Calcio Turku                     |
| Kuuvuoren Laaki                 | 0:2                   | Inter Turku U-20/2                     |
| Viialan Peli-Veikot             | 2:2 n. V. (6:7 i. E.) | PP-70 Tampere                          |
| Forssan JK-2                    | 3:2                   | Toijalan Pallo -49                     |
| Hämeenlinnan Härmä              | 2:3                   | Sääksjärven Loiske                     |
| FC Hätilä                       | 2:4                   | Tampereen Kisa-Toverit U-20            |
| Dynamo United Tampere           | 1:6                   | FC Vapsi Sastamala                     |
| Ilves-Kissat Tampere            | 0:6                   | Pallo-Sepot 44                         |
| Nokian Palloseura               | 0:1                   | Kangasalan Voitto                      |
| Pirkkalan JK                    | 0:1 n. V.             | Valkeakosken Koskenpojat               |
| Takahuhdin Peli-Pojat           | 1:4                   | Ilves Tampere U-20                     |
| Nokian Pyry JK                  | 2:2 n. V. (3:4 i. E.) | Tampereen Pallo-Veikot U-20            |
| FC Voltti-96                    | 7:0                   | FC Iidesranta Internazionale           |
| Lammin Veto                     | 1:0                   | Parkunmäen Apassit                     |
| Jukola Jaguars                  | 1:2                   | Tervakosken Pato                       |
| Kangasalan Voitto-2             | 0:5                   | Sorsapuiston Ilves                     |
| Euran Pallo-2                   | 1:0                   | Nakkilan Nasta                         |
| FC Rauma-2                      | 4:1                   | Toejoen Veikot                         |
| Nakkilan Nasta-2                | 0:7                   | Euran Pallo                            |
| Ruosniemen Visa                 | 1:2 n. V.             | FC Rauma                               |
| Jurva-70 Jalkapallo             | 0:1                   | Malax IF                               |
| FC Korsholm-2                   | 4:3 n. V.             | Norrvalla FF-2                         |
| Sporting Kristina               | 1:2                   | Norrvalla FF                           |
| Laihian Luja                    | 4:5 n. V.             | Lapuan Ponnistus                       |
| Vasa IFK U-20                   | 4:1                   | Ilmajoen Kisailijat                    |
| Seinäjoen Sisu                  | 2:3                   | Vaasan Pallo-Veikot                    |
| Kortesjärven Järvi-Veikot       | 4:1                   | Teuvan Pallo                           |
| FC Järviseutu                   | 1:4                   | Vähänkyron Viesti                      |
| Kokkolan Palloveikot            | 2:0                   | Ykspihlajan Reima                      |
| FC Folk Haapavesi               | 0:8                   | Jakobstads Into                        |
| Munsala United                  | 2:3                   | Larsmo BK                              |
| Pedersöre FF-2                  | 0:4                   | Oulaisten Huima                        |
| FC Sääripotku                   | 01:12                 | BK Öja-73                              |
| IK Myran Nedervetil             | 1:2 n. V.             | Nykarleby IF                           |
| Pasmajärven Palloilijat         | 0:2                   | Kemijärven Pallo -55                   |
| Pattijoen Tempaus               | 0:3                   | FC Nets Oulu                           |
| Haukiputaan Pallo               | 1:0                   | FC Tarmo                               |
| Oulun Reipas                    | 1:2                   | FC Kurenpojat                          |
| FC RAI Oulu                     | 0:3                   | FC Raahe                               |
| AS Moon                         | 1:7                   | Oulun Tarmo                            |
| FC-88 Kemi                      | 4:2                   | FC Rio Grande                          |
| Laskurit Oulu                   | 00:11                 | Tervarit Oulu U-20                     |
| Inter Välivainio FC             | 00:10                 | Oulun Jalkapalloklubi                  |
| Toivalan Urheilijat             | 0:7                   | Savon Pallo                            |
| Lihamylly Joensuu               | 2:0                   | AFC Keltik Joensuu                     |
| Pallo-Kerho 37-2                | 0:4                   | Iisalmen Pallo-Veikot                  |
| SC Riverball/JKKI               | 0:1                   | Pallo-Kerho 37                         |
| SC Riverball                    | 2:5                   | Joensuun Palloseura                    |
| Harjamäen Teräs                 | 4:8                   | Manhattan Project Kuopio               |
| Juuan Palloseura                | 2:1                   | Lehmon Pallo-77                        |
| Kalliosuon Sisu                 | 00:16                 | SC Zulimanit                           |
| Tohmajärven Palloseura-90       | 4:1                   | SC Riverball-2                         |
| Liitosalueen Pallo              | 3:0                   | Pieksämäen Seudun Futaajat             |
| Haapamäen Pallo-Pojat           | 2:1                   | Lohikosken Pallokerho                  |
| Kampuksen Dynamo                | 3:2 n. V.             | Keuruun Pallo                          |
| FC Vaajakoski-2                 | 1:3                   | Blue Eyes Jyväskylä                    |
| Säynätsalon Riento              | 1:2                   | Äänekosken Huima-2                     |
| JJK Jyväskylä U-20              | 6:2                   | Jämsänkosken Ilves                     |
| Kotkan PS                       | 2:3                   | Imatran Pallo-Salamat                  |
| Kotkan Jäntevä                  | 0:9                   | FC KooTeePee-2                         |
| Popiniemen Ponnistus            | 2:2 n. V. (4:3 i. E.) | Simpeleen Urheilijat                   |
| Hiirolan Haka                   | 0:6                   | Myllykosken Pallo -47                  |
| Kotajärven Pallo                | 1:3                   | PEPO Lappeenranta                      |
| Kulennoisten Pallo              | 3:1                   | Lappeenrannan Itäinen Raittiusyhdistys |
| Kausalan Yritys                 | 0:5                   | Voikkan Pallokerho                     |
| Virolahden Sampo                | 0:0 n. V. (2:3 i. E.) | Ruokolahden PS                         |
| Elimäen Vauhti                  | 0:3                   | Haminan Pallo-Kissat                   |
| FC Loviisa                      | 0:4                   | FC Pantterit                           |
| Wilmanstrand IFK                | 6:2                   | Purha Inkeroinen                       |
| FC Terminal                     | 2:5                   | Kotkan Työväen Palloilijat             |

## 3. Runde
|                               | Ergebnis              |                             |
| ----------------------------- | --------------------- | --------------------------- |
| Helsingfors IFK               | 2:0                   | Keravan Pallo-75            |
| Orimattilan Pedot             | 0:0 n. V. (4:3 i. E.) | Korson Palloseura           |
| FC Juhlahevoset               | 00:15                 | Salon Vilpas                |
| Pohjois-Haagan Urheilijat-3   | 0:7                   | Riihimäen Ilves             |
| FC Kiffen 08 Helsinki         | 0:2                   | FC Kelohonka                |
| IF Sibbo-Vargarna             | 1:0                   | IF Gnistan U-20/1           |
| FC Pihlajisto                 | 0:4                   | PK-35 Helsinki U-20         |
| Herttoniemen Toverit          | 2:1                   | Tuusulan Palloseura         |
| FC Populus                    | 2:3                   | Lohjan Pallo                |
| Team Grani Kauniainen         | 1:3                   | FC Futura                   |
| Roihuvuoren Urheilijat        | 2:1                   | Turun Pallokerho            |
| IF Gnistan Ogeli              | 2:5                   | ÅIFK Turku                  |
| HJK-Liiga U-20                | 8:0                   | AC JazzPa                   |
| Nurmijärven Jalkapalloseura   | 3:4 n. V.             | Lahden City Stars           |
| Vehmaan Kiisto                | 1:4                   | Kaarinan Reipas             |
| Töölön Vesa                   | 00:3 1                | Inter Turku U-20/2          |
| Järvenpään PS                 | 2:0                   | Jalkapalloseura Zyklon      |
| FC Turku -82                  | 2:1                   | Etelän-Espoon Pallo         |
| Pitkäjärven Miesten PS        | 1:2                   | FCK Salamat-2               |
| Inter Turku U-20/1            | 6:1                   | Piikkiön Palloseura         |
| Littoisten Työväen Urheilijat | 0:3                   | FC Pathoven                 |
| Etelän-Espoon Pallo-2         | 1:2                   | Pohjois-Haagan Urheilijat   |
| Tikkurilan PS-2               | 4:1                   | PK-50 Vantaa                |
| Pohjois-Haagan Urheilijat-2   | 0:3                   | FC Lumottu Puutarha         |
| Kurvin Vauhti                 | 1:2                   | Puistolan Urheilijat-4      |
| Savannan Pallo                | 1:0                   | AC Allianssi U-20/1         |
| Pallo-Pojat Junioren          | 1:2                   | IKHTYS Helsinki             |
| Tikkurilan PS                 | 6:0 n. V.             | Maunulan Pallo              |
| Nouseva Laaka                 | 1:3 n. V.             | Uudenkaupungin Pallokerho   |
| FC Vapsi Sastamala            | 2:0                   | Pallo-Sepot 44              |
| Kangasalan Voitto             | 0:1                   | Valkeakosken Koskenpojat    |
| Euran Pallo-2                 | 1:1 n. V. (1:2 i. E.) | Ilves Tampere U-20          |
| Lammin Veto                   | 5:5 n. V. (5:4 i. E.) | FC Rauma-2                  |
| FC Voltti-96                  | 0:5                   | PP-70 Tampere-2             |
| Forssan JK-2                  | 0:3                   | Sorsapuiston Ilves          |
| Euran Pallo                   | 1:0                   | Tampereen Kisa-Toverit U-20 |
| Sääksjärven Loiske            | 6:2                   | Tampereen Pallo-Veikot U-20 |
| Tervakosken Pato              | 2:3                   | FC Rauma                    |
| Vähänkyron Viesti             | 3:4                   | Kokkolan Palloveikot U-20   |
| Malax IF                      | 1:2                   | Lapuan Ponnistus            |
| Oulaisten Huima               | 1:2                   | Nykarleby IF                |
| Norrvalla FF                  | 1:8                   | BK Öja-73                   |
| FC Korsholm-2                 | 0:5                   | Jakobstads Into             |
| Vaasan Pallo-Veikot           | 2:4                   | Vasa IFK U-20               |
| Kortesjärven Järvi-Veikot     | 0:1                   | Larsmo BK                   |
| Kemijärven Pallo -55          | 0:5                   | FC-88 Kemi                  |
| FC Nets Oulu                  | 1:3                   | FC Kurenpojat               |
| Tervarit Oulu U-20            | 4:1                   | Oulun Tarmo                 |
| Haukiputaan Pallo             | 1:2                   | FC Raahe                    |
| Oulun Jalkapalloklubi         | 5:2                   | Äänekosken Huima-2          |
| Haapamäen Pallo-Pojat         | 2:4                   | Kampuksen Dynamo            |
| JJK Jyväskylä U-20            | 5:2 n. V.             | Blue Eyes Jyväskylä         |
| Pallo-Kerho 37                | 2:1                   | Joensuun Palloseura         |
| Tohmajärven Palloseura-90     | 0:2                   | Savon Pallo                 |
| Manhattan Project Kuopio      | 3:5                   | SC Zulimanit                |
| Juuan Palloseura              | 6:0                   | Lihamylly Joensuu           |
| Liitosalueen Pallo            | 1:3                   | Iisalmen Pallo-Veikot       |
| Wilmanstrand IFK              | 0:4                   | FC Pantterit                |
| Ruokolahden PS                | 1:5                   | Voikkan Pallokerho          |
| Kulennoisten Pallo            | 0:3                   | Popiniemen Ponnistus        |
| PEPO Lappeenranta             | 3:4 n. V.             | Myllykosken Pallo -47 U-20  |
| Kotkan Työväen Palloilijat    | 7:3 n. V.             | Haminan Pallo-Kissat        |
| Imatran Pallo-Salamat         | 1:3                   | FC KooTeePee-2              |

## 4. Runde
In dieser Runde stiegen die Mannschaften der ersten (11 Teams), zweiten (9) und dritten Liga (41) ein. Unterklassige Teams hatten Heimrecht.
|                                | Ergebnis              |                           |
| ------------------------------ | --------------------- | ------------------------- |
| PK-35 Helsinki U-20            | 0:3                   | FC Honka Espoo            |
| Savannan Pallo                 | 2:2 n. V. (3:2 i. E.) | Uudenkaupungin Pallokerho |
| FC Pathoven                    | 1:5                   | Hyvinkään Palloseura      |
| Herttoniemen Toverit           | 2:5                   | Riihimäen Ilves           |
| Helsingfors IFK                | 0:0 n. V. (5:4 i. E.) | FCK Salamat               |
| FC Futura                      | 3:6                   | Inter Turku               |
| FC Kelohonka                   | 0:6                   | Atlantis FC               |
| Tikkurilan PS-2                | 0:3                   | Tikkurilan PS             |
| FC Kontu                       | 0:4                   | Turku PS                  |
| IKHTYS Helsinki                | 00:15                 | HJK Helsinki              |
| Salon Vilpas                   | 0:3                   | Inter Turku U-20/1        |
| HJK-Liiga U-20                 | 2:2 n. V. (4:3 i. E.) | Salon Palloilijat         |
| Lahden City Stars              | 3:1                   | Ekenäs IF                 |
| Orimattilan Pedot              | 1:0                   | IF Sibbo-Vargarna         |
| Pohjois-Haagan Urheilijat U-20 | 0:4                   | FC Espoo                  |
| Järvenpään PS                  | 1:0                   | Helsingin Ponnistus       |
| ÅIFK Turku                     | 0:3                   | Kaarinan Pojat            |
| FC Lumottu Puutarha            | 00:13                 | PK-35 Helsinki            |
| Kaarinan Reipas                | 3:5                   | Grankulla IFK             |
| Lohjan Pallo                   | 0:2                   | FC Viikingit              |
| Lapuan Palloseura              | 3:2                   | Pargas IF                 |
| FCK Salamat-2                  | 1:2                   | Käpylän Pallo             |
| Inter Turku U-20/2             | 1:3                   | IF Gnistan                |
| Puistolan Urheilijat-4         | 0:4                   | Roihuvuoren Urheilijat    |
| FC Turku -82                   | 0:8                   | Klubi 04                  |
| FC Vapsi Sastamala             | 00:11                 | Haka Valkeakoski          |
| Euran Pallo                    | 0:5                   | Kokkolan Palloveikot      |
| Sääksjärven Loiske             | 4:0                   | Lapuan Ponnistus          |
| Närpes Kraft FF                | 1:2 n. V.             | TP-Seinäjoki              |
| Larsmo BK                      | 0:5                   | Valkeakosken Koskenpojat  |
| Ilves Tampere U-20             | 0:5                   | Forssan JK                |
| BK Öja-73                      | 1:4 n. V.             | Kokkolan Palloveikot U-20 |
| FC Korsholm                    | 2:1                   | Sepsi-78 Seinäjoki        |
| PP-70 Tampere-2                | 1:1 n. V. (9:8 i. E.) | Lapuan Virkiä             |
| Tampereen Kisa-Toverit         | 0:1                   | Tampereen Pallo-Veikot    |
| FC Rauma                       | 1:4                   | Vasa IFK                  |
| FC Kiisto Vaasa                | 0:4                   | Tampere United            |
| Lammin Veto                    | 0:1                   | Nykarleby IF              |
| Jakobstads BK                  | 2:3                   | Porin Palloilijat         |
| Jakobstads Into                | 2:1                   | Gamlakarleby BK           |
| Vasa IFK U-20                  | 0:2                   | PP-70 Tampere             |
| Ylöjärven Pallo                | 1:3                   | FF Jaro                   |
| Sorsapuiston Ilves             | 0:2                   | FC Hämeenlinna            |
| Kotkan Työväen Palloilijat     | 1:2 n. V.             | Valkealan Kajo            |
| Mikkelin Palloilijat           | 0:3                   | Myllykosken Pallo -47     |
| Pallo-Kerho 37                 | 0:5                   | Kuopion PS                |
| SC Zulimanit                   | 3:4                   | FC Vaajakoski             |
| FC Pantterit                   | 6:1                   | Savon Pallo               |
| Oulun Jalkapalloklubi          | 2:1                   | Iisalmen Pallo-Veikot     |
| FC KooTeePee-2                 | 0:6                   | FC KooTeePee              |
| Kampuksen Dynamo               | 1:6                   | Voikkan Pallokerho        |
| JIPPO Joensuu                  | 3:0                   | Kuopion PS Akatemia       |
| Popiniemen Ponnistus           | 1:6                   | JJK Jyväskylä U-20        |
| Myllykosken Pallo -47 U-20     | 3:8                   | Kings SC Kuopio           |
| Mikkelin Kissat                | 1:2 n. V.             | FC Kuusankoski            |
| JJK Jyväskylä                  | 1:0                   | Warkaus JK                |
| Juuan Palloseura               | 0:8                   | Äänekosken Huima          |
| Kajaanin Haka                  | 1:3                   | Tornion Pallo -47         |
| Tervarit Oulu U-20             | 0:5                   | Oulun Luistinseura        |
| FC-88 Kemi                     | 0:3                   | PS Kemi Kings             |
| FC Raahe                       | 0:5                   | Rovaniemi PS              |
| FC Kurenpojat                  | 4:5 n. V.             | Tervarit Oulu             |

## 5. Runde
In dieser Runde stiegen die beiden Ligacup-Finalisten FC Lahti und AC Allianssi ein. Unterklassige Teams hatten Heimrecht.
|                           | Ergebnis              |                       |
| ------------------------- | --------------------- | --------------------- |
| Valkeakosken Koskenpojat  | 3:5                   | FC Espoo              |
| Järvenpään PS             | 2:2 n. V. (6:7 i. E.) | Lapuan Palloseura     |
| Tikkurilan PS             | 0:6                   | FC Lahti              |
| PK-35 Helsinki            | 2:1 n. V.             | FC Viikingit          |
| Sääksjärven Loiske        | 0:2                   | Turku PS              |
| Tampereen Pallo-Veikot    | 4:0                   | Hyvinkään Palloseura  |
| FC Pantterit              | 0:1                   | AC Allianssi          |
| Kaarinan Pojat            | 0:4                   | Tampere United        |
| Roihuvuoren Urheilijat    | 03:0 1                | Forssan JK            |
| Valkealan Kajo            | 1:2                   | Klubi 04              |
| Orimattilan Pedot         | 1:5                   | HJK Helsinki          |
| Riihimäen Ilves           | 5:1                   | Voikkan Pallokerho    |
| PP-70 Tampere-2           | 1:5                   | FC Kuusankoski        |
| Käpylän Pallo             | 0:3                   | FC Honka Espoo        |
| Helsingfors IFK           | 1:6                   | Grankulla IFK         |
| Savannan Pallo            | 0:4                   | FC KooTeePee          |
| IF Gnistan                | 2:0                   | FC Hämeenlinna        |
| HJK-Liiga                 | 0:3                   | Porin Palloilijat     |
| Lahden City Stars         | 7:2                   | JJK Jyväskylä U-20    |
| Inter Turku U-20/1        | 2:3 n. V.             | PP-70 Tampere         |
| Atlantis FC               | 2:6                   | Haka Valkeakoski      |
| Inter Turku               | 0:1                   | Myllykosken Pallo -47 |
| Oulun Luistinseura        | 0:1                   | Rovaniemi PS          |
| Kokkolan Palloveikot      | 0:1                   | Kuopion PS            |
| PS Kemi Kings             | 4:2                   | Tervarit Oulu         |
| Oulun Jalkapalloklubi     | 01:10                 | TP-Seinäjoki          |
| JJK Jyväskylä             | 3:0 n. V.             | Kings SC Kuopio       |
| Kokkolan Palloveikot U-20 | 1:2 n. V.             | Äänekosken Huima      |
| JIPPO Joensuu             | 2:1                   | FC Vaajakoski         |
| FC Korsholm               | 0:2                   | Tornion Pallo -47     |
| Nykarleby IF              | 0:9                   | FF Jaro               |
| Jakobstads Into           | 0:4                   | Vasa IFK              |

## 6. Runde
|                        | Ergebnis              |                        |
| ---------------------- | --------------------- | ---------------------- |
| FC Kuusankoski         | 2:0                   | Tampereen Pallo-Veikot |
| Lahden City Stars      | 1:0                   | Lapuan Palloseura      |
| JIPPO Joensuu          | 0:2                   | FC Lahti               |
| Äänekosken Huima       | 0:1                   | Tornion Pallo -47      |
| Myllykosken Pallo -47  | 2:1                   | AC Allianssi           |
| Porin Palloilijat      | 1:2                   | FF Jaro                |
| Roihuvuoren Urheilijat | 0:1                   | Klubi 04               |
| Grankulla IFK          | 0:1                   | FC Espoo               |
| TP-Seinäjoki           | 1:0                   | Kuopion PS             |
| PK-35 Helsinki         | 4:2 n. V.             | PP-70 Tampere          |
| Haka Valkeakoski       | 4:2                   | FC KooTeePee           |
| HJK Helsinki           | 2:2 n. V. (7:8 i. E.) | Tampere United         |
| Riihimäen Ilves        | 1:4                   | PS Kemi Kings          |
| JJK Jyväskylä          | 2:1 n. V.             | Rovaniemi PS           |
| IF Gnistan             | 0:3                   | Turku PS               |
| Vasa IFK               | 0:3                   | FC Honka Espoo         |

## 7. Runde
|                   | Ergebnis |                       |
| ----------------- | -------- | --------------------- |
| FC Kuusankoski    | 2:5      | Haka Valkeakoski      |
| FC Espoo          | 2:7      | Tornion Pallo -47     |
| FC Honka Espoo    | 2:0      | JJK Jyväskylä         |
| Lahden City Stars | 0:2      | FC Lahti              |
| PS Kemi Kings     | 1:2      | PK-35 Helsinki        |
| FF Jaro           | 0:2      | Turku PS              |
| TP-Seinäjoki      | 0:1      | Tampere United        |
| Klubi 04          | 0:2      | Myllykosken Pallo -47 |

## Viertelfinale
|                       | Ergebnis  |                |
| --------------------- | --------- | -------------- |
| FC Honka Espoo        | 4:1       | PK-35 Helsinki |
| Tornion Pallo -47     | 1:2       | Turku PS       |
| Haka Valkeakoski      | 4:1 n. V. | Tampere United |
| Myllykosken Pallo -47 | 0:1       | FC Lahti       |

## Halbfinale
|                | Ergebnis              |                  |
| -------------- | --------------------- | ---------------- |
| FC Honka Espoo | 0:1                   | Haka Valkeakoski |
| Turku PS       | 1:1 n. V. (5:3 i. E.) | FC Lahti         |

## Finale
| Paarung          | Turku PS – Haka Valkeakoski |
| Ergebnis         | 1:4 (0:1) |
| Datum            | 29. Oktober 2005 um 17:00 Uhr (16:00 Uhr MESZ) |
| Stadion          | Finnair Stadion, Helsinki |
| Zuschauer        | 2.130 |
| Schiedsrichter   | Tony Asumaa |
| Tore             | 0:1 Walerij Popowitsch (40.) 0:2 Cheyne Fowler (50.) 0:3 Mikko Innanen (59.) 1:3 Jarno Auremaa (83.) 1:4 Jarno Mattila (90.) |
| Turku PS         | Jani Tuomala – Jussi Nuorela, Petri Leino, Ady, Jarno Heinikangas – Marco Casagrande (59. Jani Virtanen), Walter Surraco, Jukka-Pekka Tuomanen, Mikko Hyyrynen (72. Jussi Haijanen) – Mika Helin (57. Jarno Auremaa), Sami Rähmönen Cheftrainer: Kari Ukkonen              |
| Haka Valkeakoski | Mikko Vilmunen – Juuso Kangaskorpi , Jarkko Okkonen, Juha Pasoja – Mikko Innanen (90. Janne Salli) – Jani Kauppila, Mikko Manninen (70. Lasse Karjalainen), Mika Nenonen, Walerij Popowitsch – Toni Lehtinen (85. Jarno Mattila), Cheyne Fowler Cheftrainer: Olli Huttunen |